# Province de Limbourg (Belgique)
Pour les articles homonymes, voir Limbourg.
Le Limbourg, en forme longue province de Limbourg ou province du Limbourg (en néerlandais : Provincie Limburg) est une province du nord-est de la Belgique, située dans la Région flamande.
Elle est limitrophe des Pays-Bas (au nord et à l'est), plus précisément du Limbourg néerlandais et du Brabant-Septentrional, et, à l'intérieur du pays, à l'ouest, de la province d'Anvers et du Brabant flamand et au sud de la province de Liège. La province possède aussi une exclave entre les Pays-Bas et la province de Liège : la commune des Fourons, lieu de problèmes intercommunautaires entre Flamands et Wallons. Son chef-lieu est Hasselt.
Au début du XXe siècle, le Limbourg, qui était essentiellement rural, s'est progressivement transformé quand on commença à extraire du charbon de son sol. Aujourd'hui, son économie est fort diversifiée, avec des industries de construction d'automobiles, chimiques, et un secteur de services qui se développe. 

## Généralités
- Chef-lieu : Hasselt
- Superficie : 2 427 km2

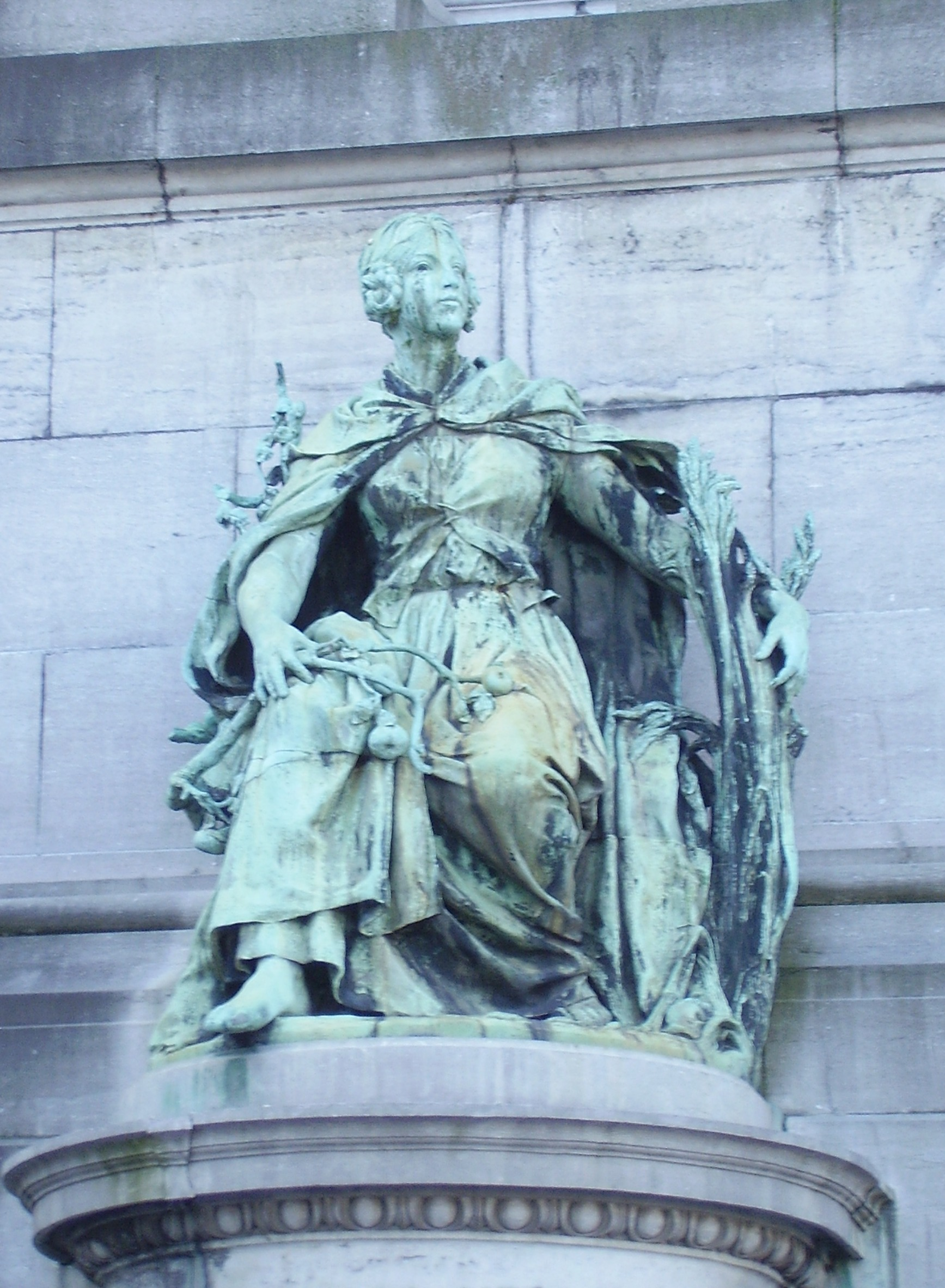
Allégorie de la province de Limbourg par Albert-Constant Desenfans, Parc du Cinquantenaire, Bruxelles.

- Point culminant : Fourons, 287,5 m (point culminant de la Flandre).
- Cours d'eau importants : Meuse, Démer, Geer, Dommel
- Population : 904 919 habitants (au 1er janvier 2025)[1]
- Densité de population : 372,80 habitants au km2 (au 1er janvier 2025)
- Arrondissements : Hasselt, Maaseik, Tongres

## Dénomination
Les appellations « province de Limbourg » et « province du Limbourg » sont admises. 
La première se trouve dans la dénomination de la cour d'appel dont dépend cette province telle que donnée dans la Constitution belge.  
La seconde est utilisée au XXIe siècle tant par l'État belge que par l'Union européenne. 
La justification de la formulation du Limbourg, par la langue française, réside dans le fait que la préposition de suivie de l'article défini au masculin singulier le est contracté traditionnellement en du. 
D'autre part, l'utilisation du déterminant de peut amener une confusion entre la région du Limbourg et la commune de Limbourg (située d'ailleurs hors de cette région).

## Géographie
Pendant la Période française où le Limbourg était sous autorité française, le géographe Jean-Joseph Tranchot dresse la première carte topographique de la région du Limbourg .
Dans la ville de Lommel, se trouve une réserve naturelle de dunes de 193 hectares, le Sahara de Lommel .

## Histoire

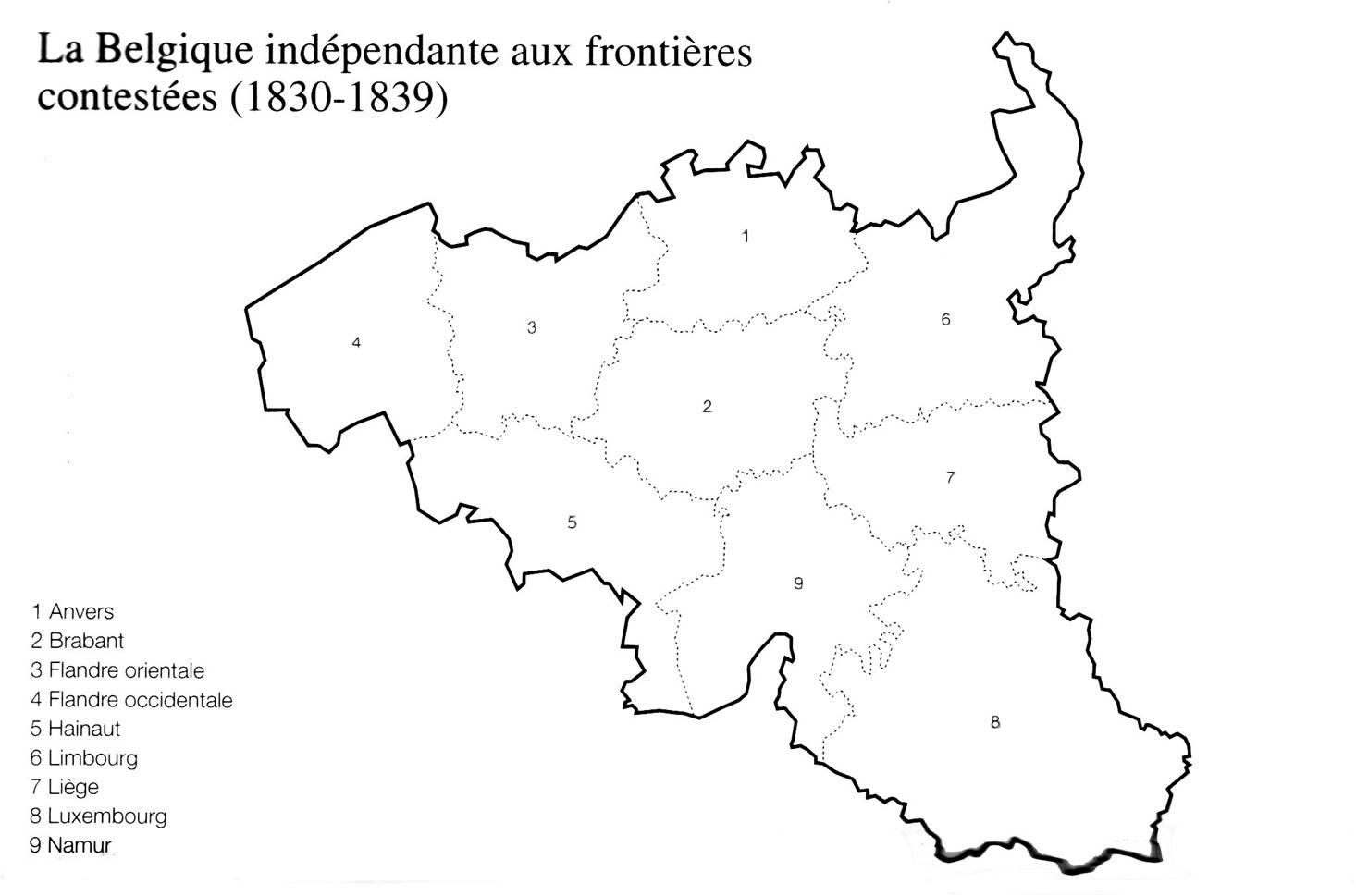
Les frontières de la Belgique depuis la reconnaissance de son indépendance le 4 octobre 1830 jusqu'au traité des XXIV articles de 1839, qui scinda la province de Limbourg en deux.

### Duché de Limbourg
Le territoire de la province belge du Limbourg, à l’exception des sections fouronnaises Teuven et Rémersdael, n'a rien de commun avec celui de l'ancien duché de Limbourg, (qui couvrait une partie du Limbourg néerlandais et de l'actuelle province de Liège), mais il en a conservé les armoiries. La ville de Limbourg se trouve d’ailleurs dans la province de Liège, donc dans aucune des provinces nommées Limbourg. La grande partie de cette province, avant la période française, faisait partie de la Principauté de Liège : c'était le comté de Looz et la partie « thioise » (dialecte germanique) du « quartier de Hesbaye » (Tongres).
À la fin du XVIIIe siècle, le Limbourg appartient aux Pays-Bas autrichiens sur lesquels règnent la maison de Habsbourg. En 1787 a lieu la révolution brabançonne qui crée les éphémères États belgiques unis contre le régime autrichien.

### Période française et néerlandaise
Après la Révolution française de 1789, la région est annexée à la première république qui y crée des départements : les départements réunis. Parmi eux se trouvent ceux de la Meuse-Inférieure et de la Roer qui correspondent à la région du Limbourg. Une insurrection a lieu contre le régime français lors de la guerre des paysans en 1798, qui se conclut par une défaite des insurgés lors de la bataille d'Hasselt le 5 décembre 1798.
Après la fin du Premier Empire, en 1815, les puissances européennes victorieuses déclarent les anciens territoires annexés par la France comme étant « vacants ». Afin de déterminer l'attribution de ces territoires et de redessiner les cartes de l'Europe, les vainqueurs (et la France) se réunissent lors du congrès de Vienne. Légitimement, les anciens Pays-Bas autrichiens (y compris le duché de Limbourg) revenaient à la maison de Habsbourg, mais ces derniers, peu soucieux de récupérer des terres trop éloignées de leur capitale, Vienne, s’empressent de les négocier contre la Vénétie et la Lombardie, contigus à l’empire d'Autriche sur lequel ils règnent. Les puissances souhaitent alors disposer d'un rempart contre les éventuelles nouvelles ambitions expansionnistes françaises et décident de ce fait de créer un nouvel état, « tampon » entre la France et le royaume de Prusse. C'est ainsi que, le 15 mars 1815, le royaume uni des Pays-Bas voit le jour avec, comme souverain, Guillaume Ier de la maison d'Orange-Nassau. Celui-ci s'articule en dix-sept provinces, dont la province de Limbourg, alors bien plus grande que le Limbourg belge actuel.

### Scission

Le partage du traité des XXIV articles de 1839 :
vert : province belge ;
jaune : l'actuelle province néerlandaise ;
lilas : le duché en 1795.

La révolution belge éclate en août 1830 et, avec elle, la guerre belgo-néerlandaise menant à la proclamation de l'indépendance le 4 octobre 1830 par le gouvernement provisoire de Belgique. La province de Limbourg de l'époque est l'une des huit provinces des Pays-Bas méridionaux qui se détachent du royaume uni des Pays-Bas pour fonder la Belgique. Les grandes puissances européennes se réunirent lors de la conférence de Londres pour débattre du sort à réserver à ce nouvel état. Après la reconnaissance de l'indépendance puis de la neutralité de la Belgique, un premier traité fut signé le 26 juin 1831, le traité des XVIII articles, afin d'envisager le rachat du grand-duché de Luxembourg qui était alors une propriété personnelle du roi des Pays-Bas Guillaume Ier, en échange d'une partie de la province du Limbourg. Ce traité ne fut toutefois jamais appliqué et, après la prestation de serment du premier roi des Belges, Léopold Ier, Guillaume d'Orange tenta de reconquérir ses territoires lors de la Campagne des Dix-Jours en aout 1831. Celle-ci se tint d'ailleurs en partie sur le territoire de la province, avec, entre autres, une défaite belge lors de la bataille de Hasselt le 8 août 1831. Elle vit l'intervention de l'armée française pour repousser les forces armées néerlandaises hors des frontières, ce qui décrédibilisa une première fois la Belgique lors de la signature, le 15 novembre 1831 de l'acte officiel de séparation entre les deux états : le traité des XXVII articles. L'article 4 de ce traité précise la scission de la province du Limbourg comme telle :

« En exécution de la partie de l'article premier relative à la province de Limbourg, et par suite des cessions indiquées dans l'article 2, il sera assigné à Sa Majesté le roi des Pays-Bas, soit en sa qualité de grand-duc de Luxembourg, soit pour être réunis à la Hollande, les territoires dont les limites sont indiquées ci-dessous.
1° Sur la rive droite de la Meuse, aux anciennes enclaves hollandaises sur ladite rive de la province de Limbourg, seront joints, les districts de cette même province, sur cette rive, qui n'appartenaient pas aux États-Généraux en 1790, de façon que la partie de la province actuelle de Limbourg, située sur la rive droite de la Meuse, et comprise entre ce fleuve à l'ouest, la frontière du territoire prussien à l'est, la frontière actuelle de la province de Liège au midi, et la Gueldre hollandaise au nord, appartiendra désormais tout entière à Sa Majesté le roi des Pays-Bas, soit en sa qualité de grand-duc de Luxembourg, soit pour être réunie à la Hollande.
2° Sur la rive gauche de la Meuse, à partir du point le plus méridional de la province hollandaise du Brabant septentrional, Il sera tiré, d'après la carte ci-jointe, une ligne qui aboutira à la Meuse au-dessous de Wessem, entre cet endroit et Stevensweert, au point où se touchent sur la rive gauche de la Meuse les frontières des arrondissements actuels de Ruremonde et de Maëstricht, de manière que Bergerot, Stamproy, Neer-Itteren, Ittervoord et Thorn, avec leurs banlieues, ainsi que tous les autres endroits situés au nord de cette ligne, feront partie du territoire hollandais.
Les anciennes enclaves hollandaises dans la province de Limbourg sur la rive gauche de la Meuse, appartiendront à la Belgique, à l'exception de Maëstricht, laquelle, avec un rayon de territoire de douze cents toises à partir du glacis extérieur de la place sur ladite rive de ce fleuve, continuera d'être possédée en toute souveraineté et propriété par Sa Majesté le Roi des Pays-Bas. »

La guerre belgo-néerlandaise faisant toujours rage, le traité ne fut pas appliqué tout de suite. Après la nécessité d'une seconde intervention française lors du siège de la citadelle d'Anvers, des négociations reprirent avec, parmi les grands points de discorde, le ravitaillement de la forteresse de Maastricht où résidait une garnison néerlandaise et la circulation fluviale sur la Meuse. Celles-ci aboutirent à la convention de Londres, signée le 21 mai 1833 qui jeta les bases de la paix signée lors de la Convention de Zonhoven, dans la province de Limbourg, le 18 novembre. Guillaume Ier ne reconnut toutefois officiellement l'existence de la Belgique qu'en 1838 et ce ne fut que l'année suivante qu'un traité fut signé entre les puissances européennes, la Belgique et, cette fois, les Pays-Bas, actant la séparation définitive des deux royaumes : le traité des XXIV articles. Ce dernier contraint la Belgique à céder la partie orientale du Limbourg, située à l’est de la Meuse, à la confédération germanique, en guise de compensation pour la perte de la partie occidentale du grand-duché de Luxembourg, qui devenait la neuvième province de Belgique : la province de Luxembourg. Le Limbourg occidental devient alors l'actuelle province belge de Limbourg tandis que le Limbourg oriental reprit le nom de « Duché de Limbourg » jusqu'à la dissolution de la confédération germanique après sa défaite lors de la guerre austro-prussienne en 1866. À ce moment, le Limbourg oriental fut définitivement rattaché aux Pays-Bas en tant que province néerlandaise de Limbourg, telle qu'elle existe aujourd'hui.
Toutefois, la frontière entre la Belgique et les Pays-Bas dut encore être revue et négociée par le traité de Maastricht signé le 8 aout 1843.

### Période belge
Au début du XXe siècle, des charbonnages sont petit à petit exploités dans la Campine limbourgeoise, notamment à Beringen, Eisden, Houthalen, Waterschei, Winterslag, à Zolder ou au Zwartberg, au même titre que l'exploitation d'autres mines de charbon de Belgique.

### Guerres mondiales
Le 12 aout 1914, eu lieu la bataille des casques d'argent près d'Halen entre les cavaleries belges et allemandes dans le but de stopper la progression de la Deutsches Heer vers Anvers après la prise de la position fortifiée de Liège sur base du Plan Schlieffen. Elle se solda par une victoire belge mais n'empêcha pas l'occupation allemande de la Belgique pendant la Première Guerre mondiale.
Peu après l'Armistice du 11 novembre 1918 signant la fin de la première guerre mondiale, le Limbourg fut frappé par la catastrophe d'Hamont, lorsqu'un train de munitions de l'armée allemande explosa en gare de Hamont, non loin de la frontière entre la Belgique et les Pays-Bas, dans l'actuelle ville d'Hamont-Achel, le 18 novembre 1918 faisant 1 007 morts, tous des soldats, majoritairement allemands. Cet évènement demeure la catastrophe la plus meurtrière de Belgique, tous contextes confondus (y compris, donc, en temps de guerre).
Durant l'occupation allemande de la Belgique pendant la Seconde Guerre mondiale eut lieu la catastrophe de Tessenderlo lors de laquelle 150 tonnes de nitrate d'ammonium explosèrent dans les entrepôts de la société Produits Chimiques de Tessenderlo le 29 avril 1942. Avec 189 morts et 900 blessés, c'est l'une des explosions majeures de nitrate d'ammonium dans le monde.

### Époque contemporaine
Dans les années 1950, la province est marquée par deux catastrophes minières. La première eut lieu le 21 novembre 1952 au charbonnage de Zwartberg, emportant 13 mineurs. La seconde fit 18 morts le 23 décembre 1958 lors d'un effondrement dans la champignonnière de Roosburg, située dans le village de Sichem-Sussen-et-Bolré (commune de Riemst). Elle est plus connue sous le nom de catastrophe de Roosburg.
Avec la part de plus en plus importante que prit la question communautaire en Belgique, la frontière linguistique fut tracée le 8 novembre 1962, passant entre la province de Limbourg et la province de Liège. Au passage, plusieurs communes changèrent de province, comme ce fut le cas des Fourons qui furent rattachés à la province de Limbourg dès le 1er septembre 1963.
Le 24 décembre 1970 la première réforme de l’État belge créé les régions et les communautés. La province de Limbourg est alors rattachée à la région flamande et à la communauté flamande et donc officiellement de langue néerlandaise.
Le 23 avril 1974 eut lieu l'incendie de l'internat d'Heusden-Zolder qui fit 23 morts, tous des enfants âgés entre 12 et 16 ans.

## Patrimoine
- Ancien hôtel de ville de Brée
- Liste des monuments historiques de la province de Limbourg
- Commanderie d'Alden Biesen
- Ferme Slichtenhof, patrimoine architectural de l'agence du Patrimoine Immobilier Onroerend Erfgoed

## Héraldique
|  | La province possède des armoiries qui lui ont été octroyées le 29 octobre 1996. Jusqu'à cette date, la province utilisait les armoiries de l'ancien Duché de Limbourg mais celles-ci ne furent jamais officiellement octroyées. Le Comté de Limbourg est connu depuis le Xe siècle. Henry, comte de Limbourg, fut mentionné duc de Limbourg en 1101, mais ce titre lui revint en 1106. Lui et ses successeurs ont néanmoins utilisé le titre de duc de Limbourg depuis lors. Les premières armoiries sont connues depuis Waléran III de Limbourg en 1214. Les armoiries étaient un lion rouge avec une couronne en or sur un écu blanc. Le lion était le lion du Luxembourg, puisqu'il était marié à Ermesinde Ire de Luxembourg. Quand son père Henri IV de Luxembourg mourut, il changea les armoiries en enlevant la couronne et en ajoutant une autre queue au lion, pour symboliser son règne dans le Limbourg et le Luxembourg. Ces armoiries n’ont pas changé depuis lors, si ce n’est que le lion a été couronné de nouveau au XIVe siècle. Après l'indépendance des Pays-Bas en 1812, les anciennes armoiries ont été réinstaurées. Après l'indépendance de la Belgique en 1830, la province fut divisée entre les deux pays. Voir aussi les armoiries du Limbourg aux Pays-Bas. Les nouvelles armoiries montrent toujours le lion du Limbourg, qui porte maintenant un blason avec les armoiries de l'ancien Comté de Looz, comme la plus grande partie de la province appartenant à Looz au Moyen Âge. Les supports sont le cerf de Hasselt et le cygne de Tongres. Hasselt est la capitale de la province, Tongres est le siège de la plus ancienne Haute Cour du Limbourg. Les supports se tiennent sur des branches de chêne, tirées de l'hymne provincial non officiel, pour le Limbourg néerlandais et belge, « En chêne vert bronze », dans les forêts de chêne vert bronze. La couronne est une couronne ducale. Blasonnement : D'argent au lion de gueules à la queue fourchée et passée en sautoir, couronné, armé et lampassé d'or ; sur le tout burelé de gueules et d’or de dix pièces. L'écu sommé d'une couronne ducale et soutenu à dextre par un cerf au naturel et à senestre par un cygne aussi au naturel, une couronne d'or autour du cou. Le tout posé sur deux branches de chêne au naturel en pointe en sautoir. (Traduction libre) Source du blasonnement : Heraldry of the World. |

## Démographie

### Évolution démographique
Habitants × 1000
- Source : DGS - Remarque : 1806 jusqu'à 1981 = recensement ; depuis 1990 = nombre d'habitants chaque 1er janvier.[1]

### Population par arrondissement
Population au 1er janvier de chaque année
| Arrondissement       | 01-01-1990 | 01-01-1995 | 01-01-2000 | 01-01-2005 | 01-01-2010 | 01-01-2015 | 01-01-2020 | 01-01-2025 |
| -------------------- | ---------- | ---------- | ---------- | ---------- | ---------- | ---------- | ---------- | ---------- |
| Hasselt              | 363 893    | 374 499    | 382 981    | 392 451    | 408 370    | 420 777    | 420 312    | 442 586    |
| Maaseik              | 199 969    | 210 617    | 218 733    | 225 323    | 232 735    | 238 338    | 252 115    | 259 943    |
| Tongres              | 181 172    | 186 494    | 189 464    | 192 168    | 197 400    | 201 089    | 204 943    | 202 390    |
| Province de Limbourg | 745 043    | 771 610    | 791 178    | 809 942    | 838 505    | 860 204    | 877 370    | 904 919    |

## Arrondissements et communes de la province
La province de Limbourg comprenait 44 communes jusqu'au 31 décembre 2018, 42 à partir du 1er janvier 2019, après la fusion des communes de Neerpelt avec Overpelt et Meeuwen-Gruitrode avec Opglabbeek.
Note : la numérotation des communes ci-dessous correspond à leur codification par l'Institut national de statistiques belge et aux numéros indiqués dans la carte ci-contre.

### Arrondissement administratif de Hasselt
- 02. As
- 03. Beringen
- 26. Bourg-Léopold (Leopoldsburg)
- 08. Diepenbeek
- 10. Genk
- 11. Gingelom
- 12. Halen
- 13. Ham
- 15. Hasselt
- 18. Herck-la-Ville (Herk-de-Stad)
- 20. Heusden-Zolder
- 28. Lummen
- 31. Nieuwerkerken
- 36. Saint-Trond (Sint-Truiden)
- 37. Tessenderlo
- 41. Zonhoven
- 42. Zutendaal

### Arrondissement administratif de Maaseik
- 05. Bocholt
- 07. Brée
- 09. Dilsen-Stokkem
- 14. Hamont-Achel
- 16. Hechtel-Eksel
- 22. Houthalen-Helchteren
- 23. Kinrooi
- 27. Lommel
- 29. Maaseik
- 32. Oudsbergen[13],[14]
- 33. Peer
- 34. Pelt[15],[14]

### Arrondissement administratif de Tongres
- 01. Alken
- 04. Bilzen
- 39. Fourons (Voeren)
- 17. Heers
- 19. Herstappe
- 21. Hoeselt
- 24. Kortessem
- 25. Lanaken
- 06. Looz (Borgloon)
- 30. Maasmechelen
- 35. Riemst
- 38. Tongres (Tongeren)
- 40. Wellen

Arrondissement d'Hasselt.
Arrondissement de Maaseik.
Arrondissement de Tongres.

## Arrondissements judiciaires
La Province de Limbourg fait partie de l'arrondissement judiciaire d'Anvers ceux de Hasselt et Tongres ayant été fusionnés avec celui d'Anvers.

## Gouverneurs
- 1815 - 1828 : Charles de Brouckère
- 1828 - 1830 : Maximilien de Beeckman
- 1830 - 1831 : Frans de Loë
- 1831 - 1834 : Jean-François Hennequin
- 1834 - 1843 : Werner de Lamberts
- 1843 - 1857 : Pierre Leonard Louis Marie baron de Schiervel
- 1857 - 1871 : Theodoor de T'Serclaes de Wommersom
- 1871 - 1871 : Pierre Jacques François de Decker
- 1872 - 1879 : Joseph Bovy
- 1879 - 1894 : Adolphe Goupy de Beauvolers
- 1894 - 1914 : Henri Theodore Jules de Pitteurs-Hiégaerts
- 1917 - 1927 : Comte Théodore de Renesse
- 1928 - 1940 : Hubert Verwilghen
- 1940 - 1941 : Ghislain Romsée
- 1941 - 1944 : Jozef Lysens
- 1947 - 1950 : Hubert Verwilghen
- 1950 - 1978 : Louis Roppe
- 1978 - 1995 : Harry Vandermeulen
- 1995 - 2005 : Hilde Houben-Bertrand
- 2005 - 2009 : Steve Stevaert
- 2009 - 2020 : Herman Reynders
- 2020 -   : Jos Lantmeeters[16]

## Sécurité et secours

### Police
Pour les services de police, la province est divisée en 19 zones de police :
| - 5370 PZ Hazodi : Diepenbeek, Hasselt et Zonhoven - 5371 PZ Lommel : Lommel - 5372 PZ Hano : Hamont-Achel, Neerpelt et Overpelt - 5373 PZ Beringen/Ham/Tessenderlo : Beringen, Ham et Tessenderlo - 5374 PZ West-Limburg : Halen, Herck-la-Ville et Lummen - 5375 PZ Heusden-Zolder : Heusden-Zolder - 5376 PZ Sint-Truiden/Gingelom/Nieuwerkerken : Gingelom, Nieuwerkerken et Saint-Trond - 5377 PZ Kempenland : Hechtel-Eksel, Bourg-Léopold et Peer - 5378 PZ Houthalen-Helchteren : Houthalen-Helchteren - 5379 PZ Kanton Borgloon : Alken, Looz, Heers, Kortessem et Wellen | - 5380 PZ Tongeren/Herstappe : Herstappe et Tongres - 5381 PZ Bilzen/Hoeselt/Riemst : Bilzen, Hoeselt et Riemst - 5382 PZ Voeren : Fourons - 5383 PZ Maasland : Dilsen-Stokkem et Maaseik - 5384 PZ Gaoz : As, Genk, Opglabbeek et Zutendaal - 5385 PZ Noordoost Limburg : Bocholt, Brée, Kinrooi et Meeuwen-Gruitrode - 5386 PZ Lanaken : Lanaken - 5387 PZ Maasmechelen : Maasmechelen - 5853 PZ Lanaken-Maasmechelen : Lanaken et Maasmechelen |

### Pompiers
En ce qui concerne les pompiers, la province est divisée en 5 zones de secours :
- Limbourg Est ;
- Limbourg Nord ;
- Limbourg Sud-ouest.

### Protection civile
La province de Limbourg n'abrite aucune caserne de la protection civile belge mais dépend, en fonction, de celle de Brasschaat ou de Crisnée.

## Commandants militaires
- 1978 - 1981 : Colonel de Groote
- 2005 - 2008 : Colonel Joris
- 2008 - 2012 : Colonel Hoekx
- 2012 - : Colonel Johan Steyaert

## Sport
| Football - KRC Genk évolue en D1 Belge - K Saint-Trond VV évolue en D2 Belge - Lommel United évolue en D2 Belge - Patro Eisden Maasmechelen évolue en D2 Belge - K Bocholter VV évolue en D3 Belge - KS Kermt-Hasselt évolue en D3 Belge - K Lutlommel VV évolue en D4 Belge - KFC Esperanza Neerpelt évolue en D4 Belge - KSK Bree évolue en D4 Belge - KESK Leopoldsburg évolue en D4 Belge - RC Hades évolue en D4 Belge - Spouwen-Mopertingen évolue en D4 Belge - K Bilzerse Waltwilder VV évolue en D4 Belge - KVK Wellen évolue en D4 Belge | Basket-ball - Limbourg United évolue en BNXT League - Basket Tongeren évolue en D2 Belge - CUVA Houthalen évolue en D2 Belge - BBC K-Kontrol Lommel évolue en D3 Belge Handball - Achilles Bocholt évolue en BeNe League - United HC Tongeren évolue en BeNe League - Initia HC Hasselt évolue en BeNe League et en D2 Belge - Sporting Neerpelt-Lommel évolue en D1 Belge et en D2 Belge - Kreasa HB Houthalen évolue en D1 Belge - HB Sint-Truiden évolue en D2 Belge Volley-ball - Aquacare Halen évolue en Ligue A - Noliko Maaseik évolue en Ligue A - Avoc Achel évolue en Ligue B | Football - K Saint-Trond VV évolue en BeNe League Handball - Initia HC Hasselt évolue en D1 Belge et en D2 Belge - Achilles Bocholt évolue en D1 Belge - DHC Meeuwen évolue en D1 Belge - HB Sint-Truiden évolue en D1 Belge - DHC Overpelt évolue en D2 Belge - HC Pentagoon Kortessem évolue en D2 Belge |

## Galerie

Quelques vues des monuments de la province.
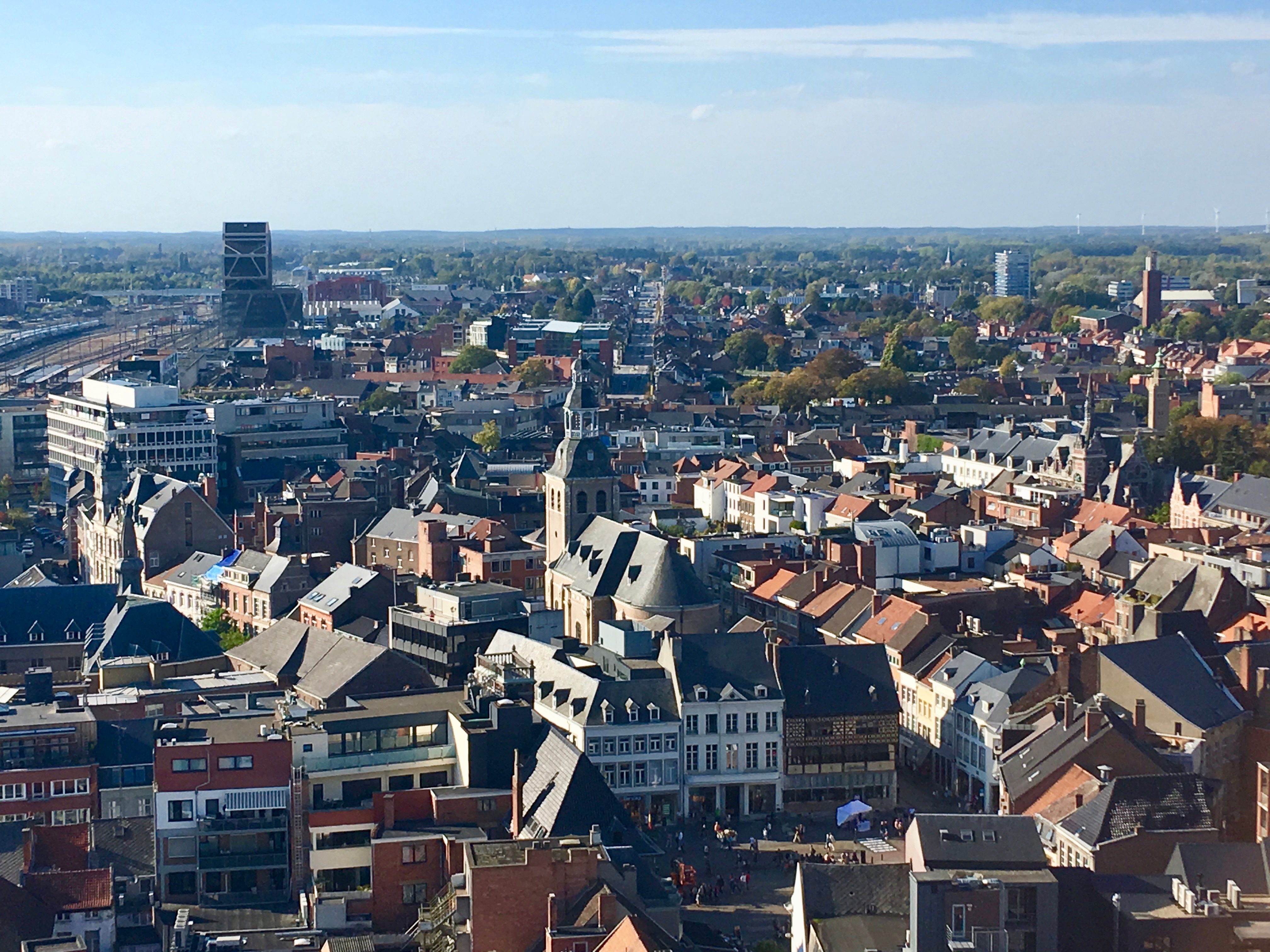
Panorama d'Hasselt le chef-lieu de la province.
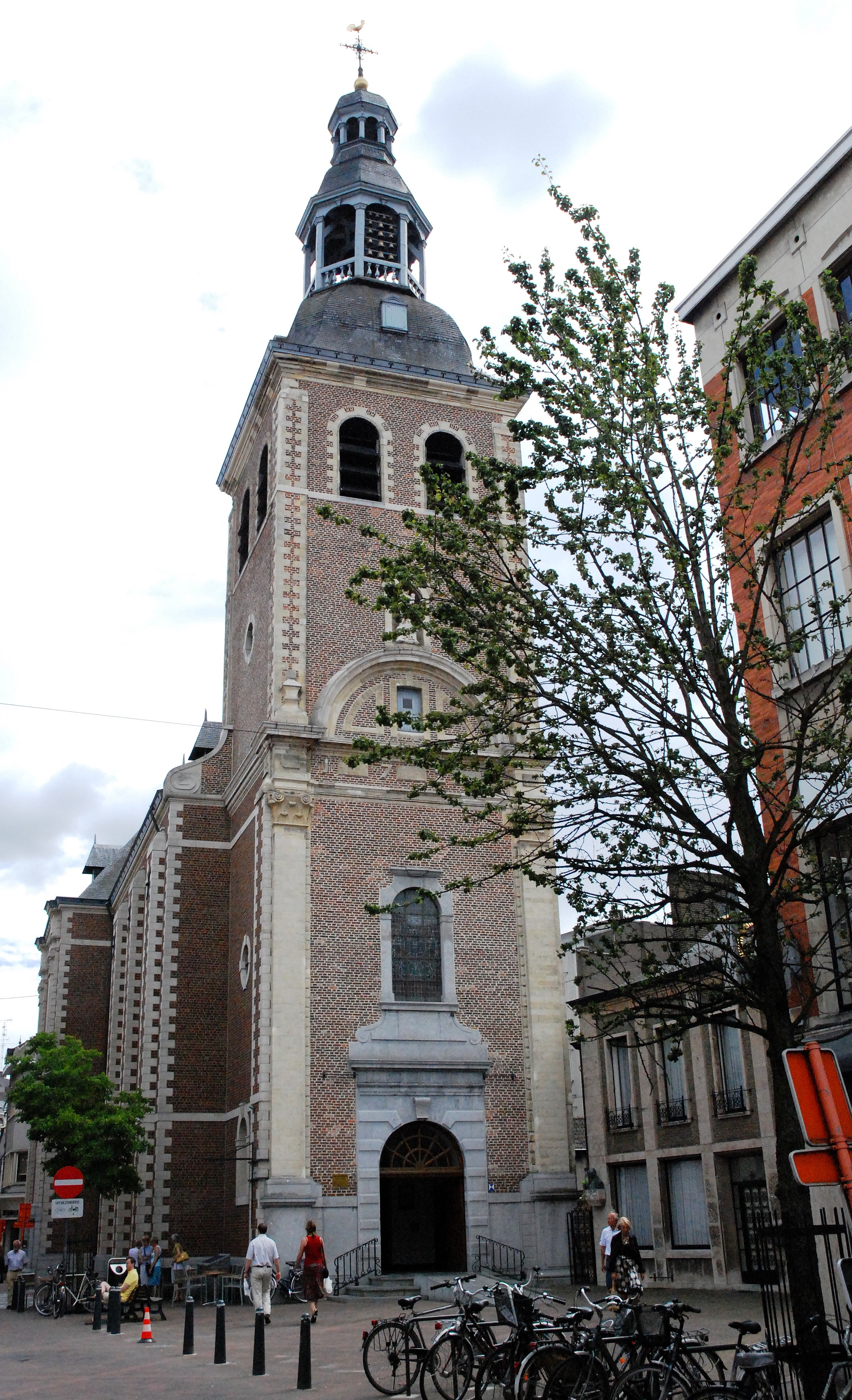
La basilique Notre-Dame Virga-Jessé, à Hasselt.
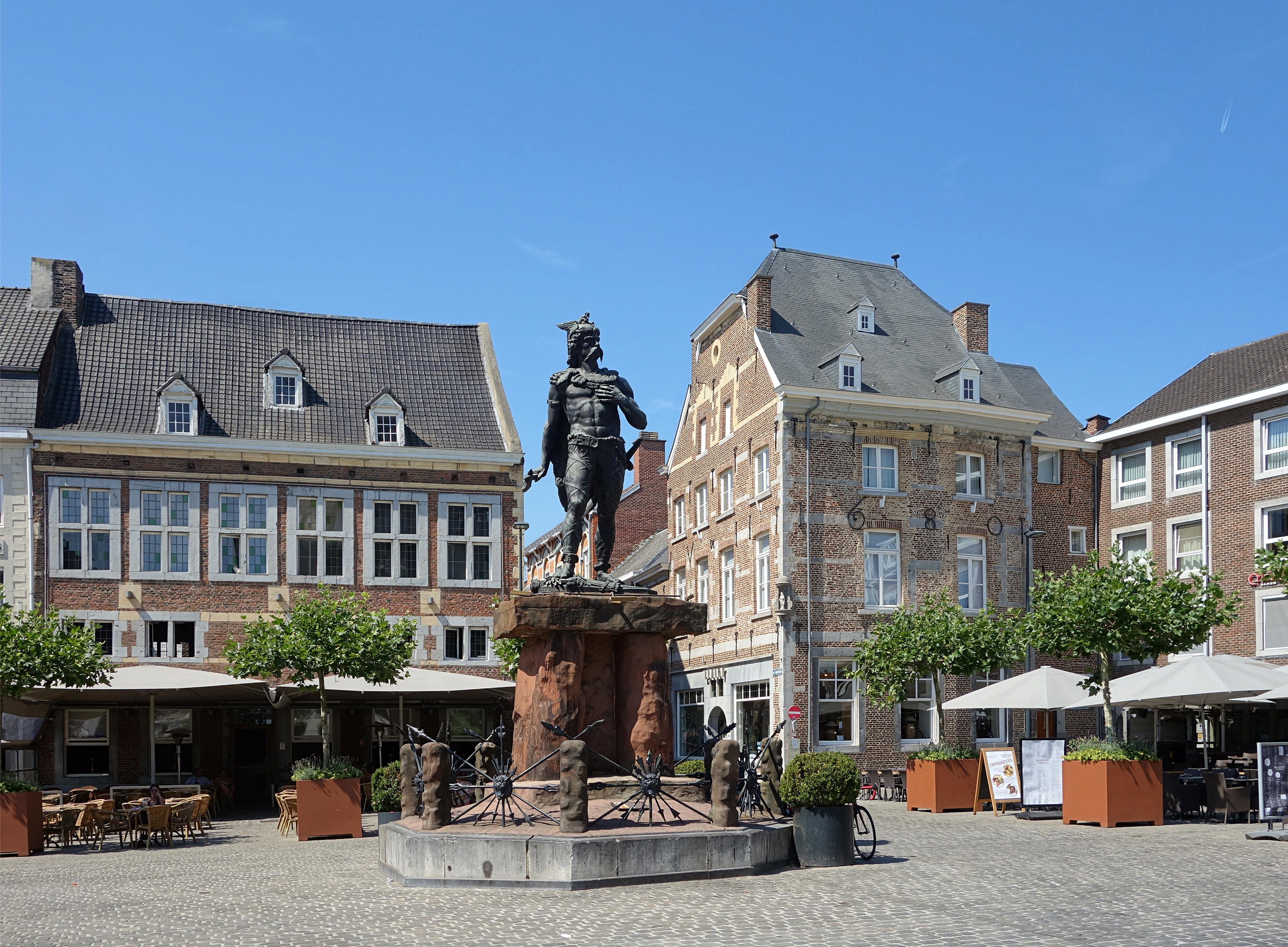
La statue d'Ambiorix sur la Grand-Place de Tongres.
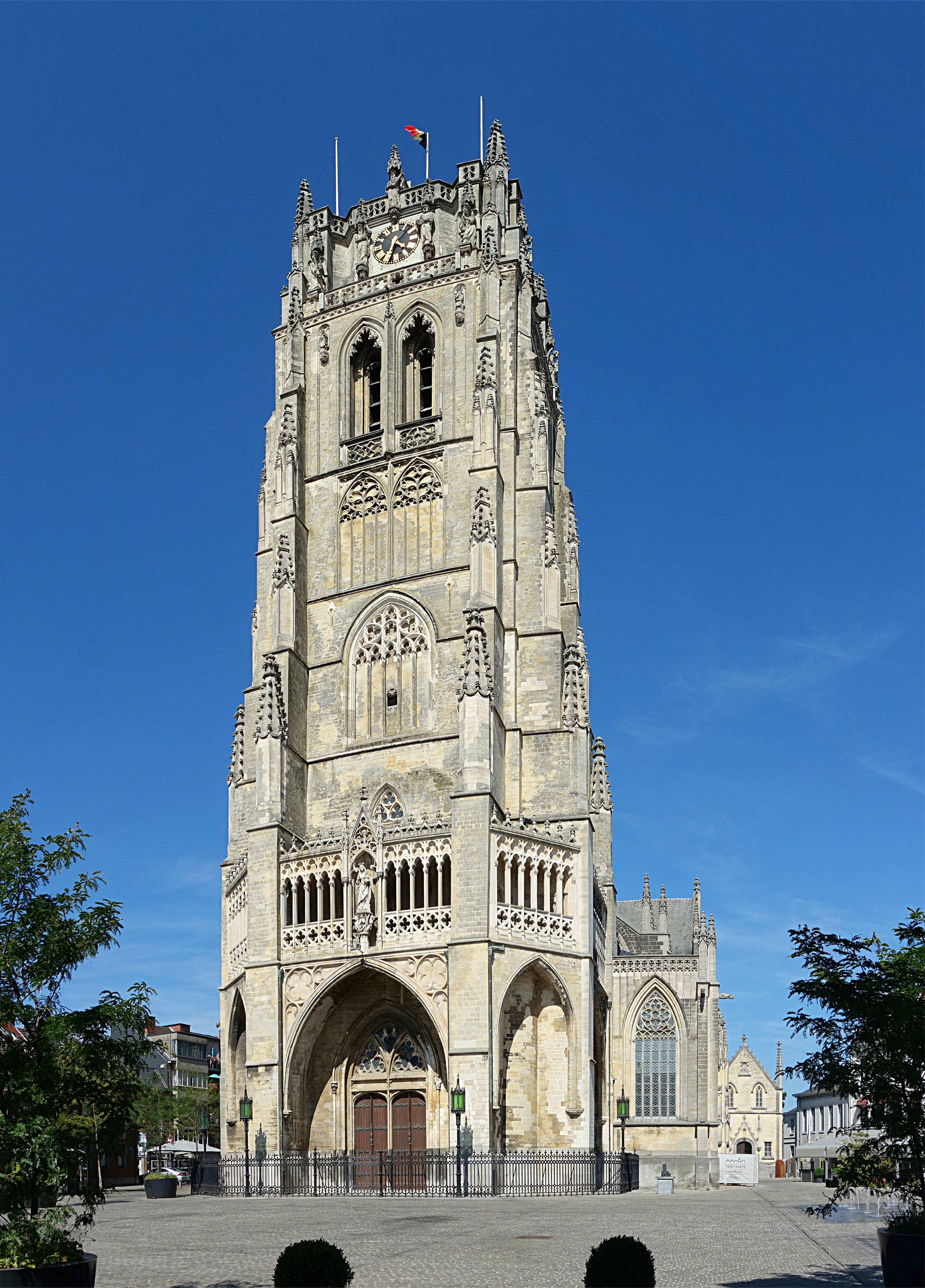
La Basilique Notre-Dame de Tongres.
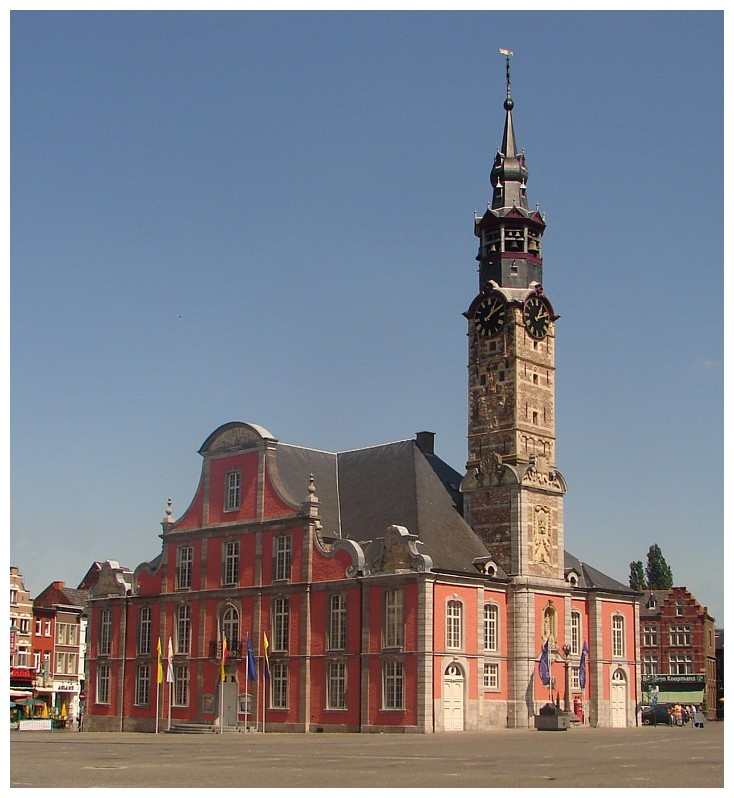
L'hôtel de ville de Saint-Trond.
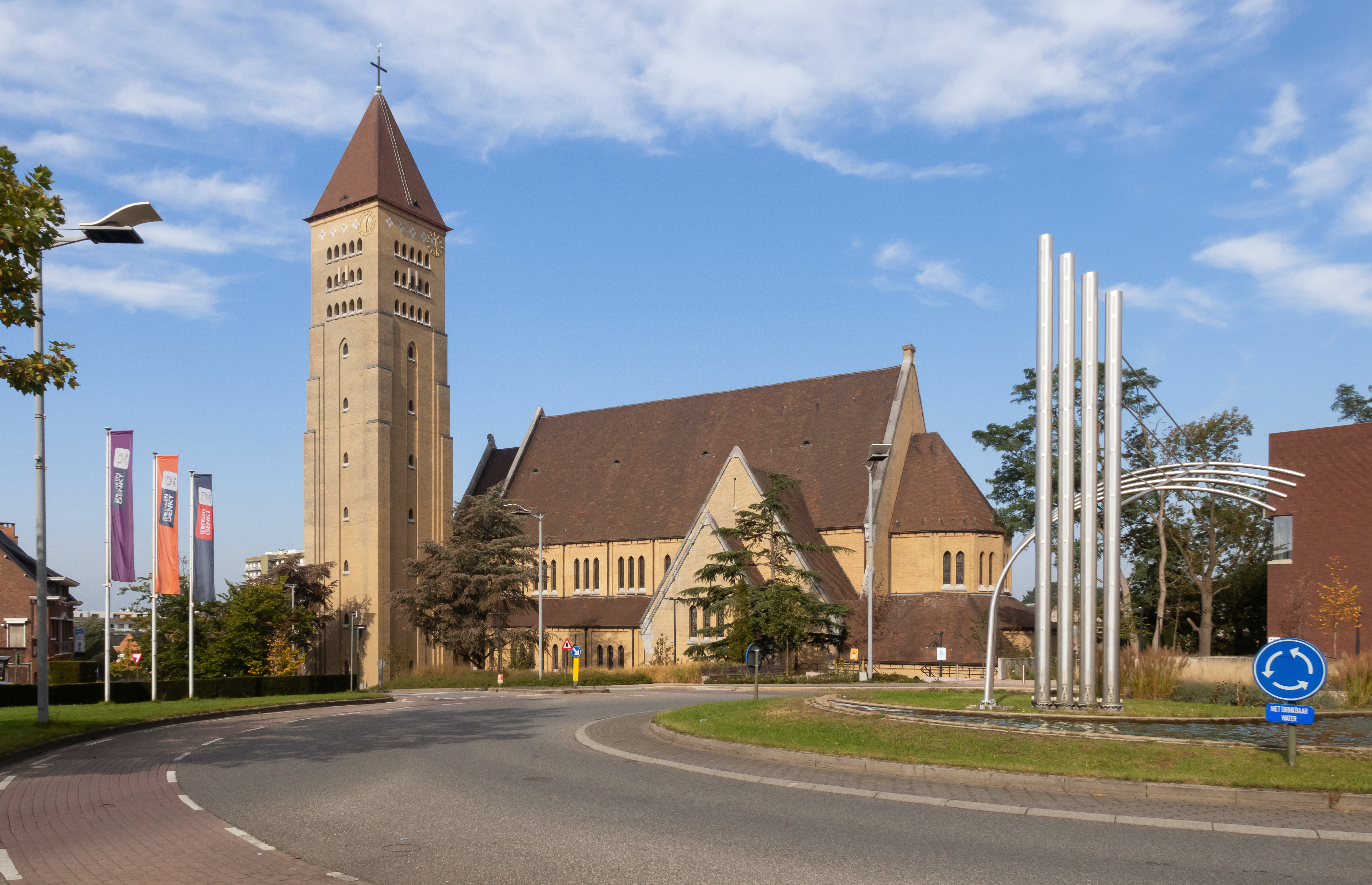
L'église Saint-Martin de Genk.
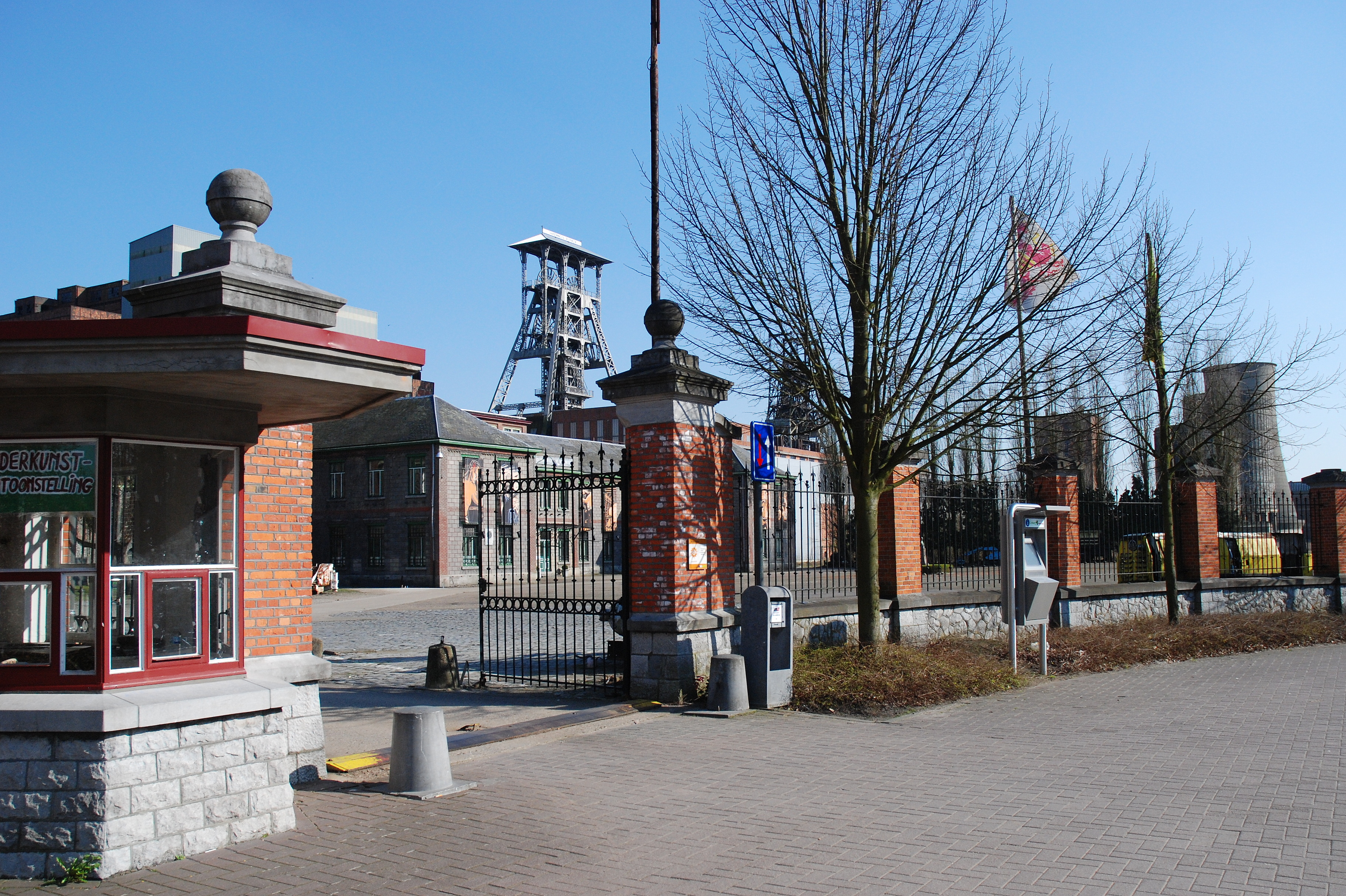
L’entrée du charbonnage de Beringen.
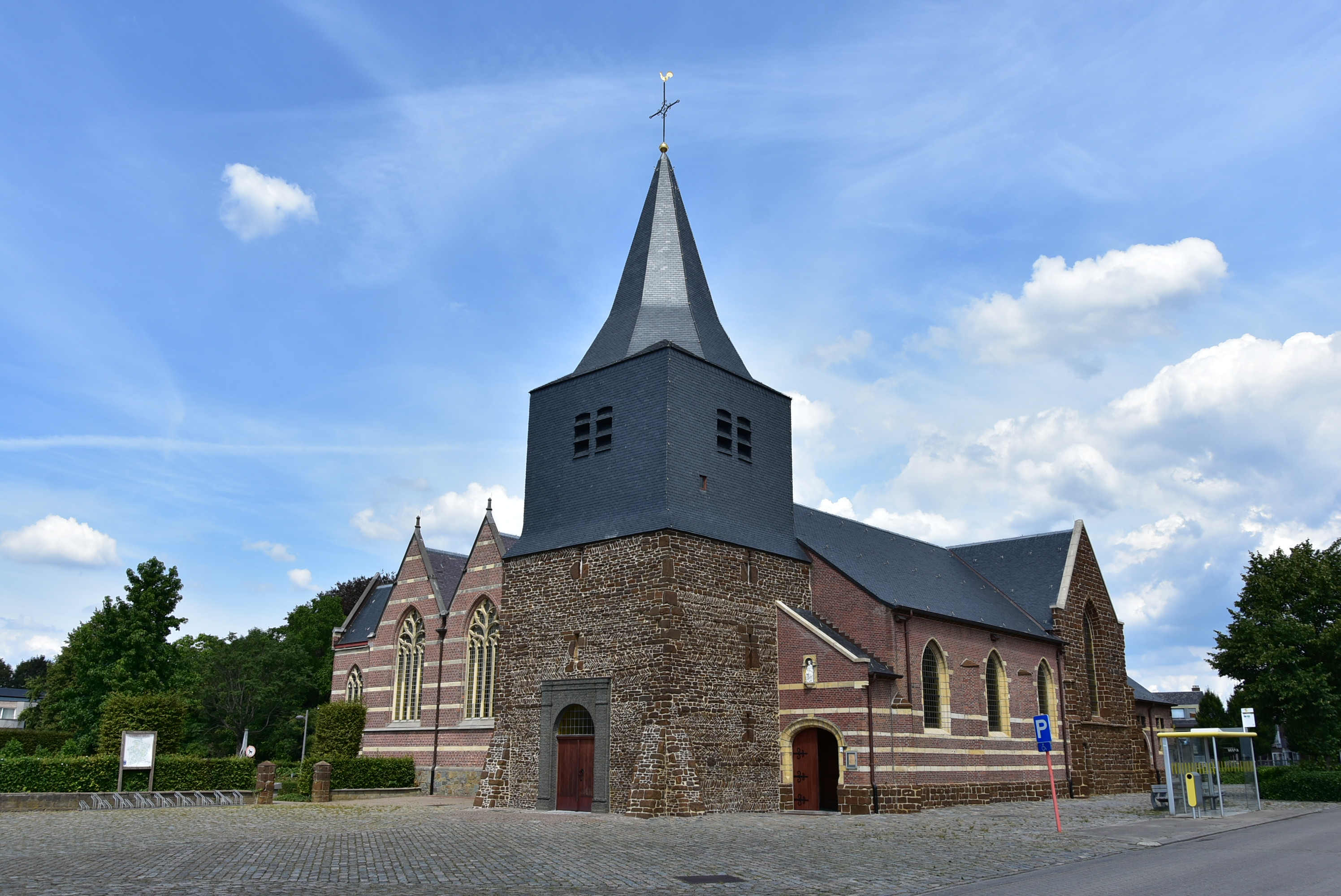
L’église Notre-Dame de la Nativité à Oostham. Le clocher est le plus vieux de Belgique.